# Ihos József
Ihos József (Beleg, Somogy megye, 1957. június 8. −) magyar előadóművész, forgatókönyvíró, kabarészerző, humorista, „Kató néni” megtestesítője.

## Életpályája
Legfőképpen „csak” Kató néniként ismert, ám íróként és előadóként, mégis a hazai szórakoztató műfaj egyik legsokoldalúbb képviselője.
Kaposvárott járt iskolába, majd Szombathelyen szerzett tanári diplomát 1978-ban. 1981-től mint egészségnevelő dolgozott a mosdósi Tüdőgyógyintézetben. 1984-ben a Ganz-MÁVAG művelődési bizottságának titkára volt.
Munkatársai unszolására az 1979-es Rátóti Humorfesztiválon tűnt fel zenés paródiáival és néhány évig Nagy Bandó Andrással amatőrként lépett fel.
1987-ben hivatásos előadóművészi vizsgát tett és ötleteivel, írásaival ismertséget szerzett a szakmai berkekben. A televízió szórakoztató osztálya is hamar felfedezte, ahol több sikeres műsorba is szerzőként, ötletadóként dolgozott. A Rádiókabaréban osztatlan sikert aratott írásaival, illetve előadóként, az általa kitalált Kató néni karakterével. Ez utóbbival egyébként egyedülálló, hiszen kabaré figura ilyen hosszú ideig még nem élt és íródott.
Hamarosan állandó szerzője, szereplője lett a hazai szórakoztató műfajnak. Több száz szerzemény és tucatnyi ismert kabaré karakter kitalálója. A legendás „Falugyűlés”, a „Lakógyűlés”, a „Gyula meg az Ottó” és más egyéb sikerszámok fémjelzik szerzői nevét. A Falugyűlés egyfajta korszaka volt a Rádiókabarénak, melynek 16 évig volt a tagja. Emellett továbbra is rendszeres írója, szerkesztője és szereplője a legnépszerűbb televíziós szórakoztató műsoroknak is. Az „Ez+Az”, a „Szeszélyes évszakok”, állandó szerzője, rovatvezetője és közreműködője. „Juliska és Mariska”, „Pityesz és Savanya”, a „Szeszélyes család”, a Telekszomszédok” stb. mind évek óta kedves ismerősei a televíziónézők generációinak. Nevéhez köthető a kandi kamera műfajának meghonosítása is.
A zenés műfaj is közel áll hozzá, hiszen szerzőtársként és közreműködőként részt vesz kolléganője, Bach Szilvia két önálló televíziós show-jában, de Benkő Lászlóval is több tucat közös zenei paródiát alkottak. 2001-ben Amerikában filmet forgatott Kabos Gyula életéről, melyből egy színpadi mű is készült.
2003-tól 2006-ig egyedül írta és szerkesztette saját show-ját, a Kató néni kabaréját, melyet akkoriban a MTV legnézettebb műsoraként tartottak számon. Mellette állandó szerzője az Uborka politikai bábfilmnek és négy további televíziós kabarénak.
Más műfajokban is maradandót alkotott, hiszen a Kisváros című tévésorozat egyik fő írója.
2010-ben a Holnap történt című filmbéli alakításáért az egyik kereskedelmi televízió az év színészének szavazta meg.
Saját írásaiból összeállított műsorával végigjárta már az ország összes kis és nagy települését és szinte a világ összes országát, ahol nagyobb lélekszámú magyarság él. Az ottani magyar nyelvű médiákban írt és szerkesztett szórakoztató műsorokat, melyeket mindig az ottani magyar művészek közreműködésével adtak elő.
Sokoldalúságát bizonyítja, hogy a dalszövegírástól, a filmforgatókönyvig, gegfilmtől a színpadi drámáig, szinte minden műfajban és szinte minden jelentős művésznek írt már. Gyakran hívják óraadóként egyes médiaiskolák is. Társadalmi megbízatásként néhány éve a Magyarországi Nemzeti-Etnikai Kisebbségek kulturális kabinetjének az elnöke.
Szerepelt a Holnap történt – A nagy bulvárfilmben, egy orosz maffiózót alakított. 2012 óta az Édes Otthon című vígjátéksorozatban látható. 2014-ben önálló műsort kapott a Muzsika TV-n Fűre lépni Ihos! címmel.

## Díjak, elismerések
- 2011-ben megkapta a Magyar Ezüst Érdemkeresztet a hazai és főképp a tengeren túli magyarság körében végzett munkája elismeréseképpen.